# Helianthus floridanus
Helianthus floridanus là một loài thực vật có hoa trong họ Cúc. Loài này được A.Gray ex Chapm. mô tả khoa học đầu tiên năm 1883.